# The Crow (película de 2024)
The Crow (El Cuervo en español) es una película estadounidense de superhéroes sobrenaturales dirigida por Rupert Sanders y con un guion de Zach Baylin y Will Schneider. 
Será la quinta entrega de la serie de películas The Crow (1994), The Crow: City of Angels (1996), The Crow: Salvation (2001) y The Crow: Wicked Prayer (2005) y servirá como reinicio de la Saga. La película está protagonizada por Bill Skarsgård.
The Crow se estrenó en los Estados Unidos en 2024 de la mano de la productora Lionsgate Films.

## Elenco
- Bill Skarsgård como Eric Draven / El cuervo [3]
- FKA Twigs como Shelly Webster [4]
- Isabella Wei como Zadie [4]
- Danny Huston como Vincent Roeg

## Producción

### Antecedentes
El 14 de diciembre de 2008, Stephen Norrington anunció a Variety que planeaba escribir y dirigir una "reinvención" de The Crow. Norrington distinguió entre la adaptación de 1994 y su versión: "Mientras que la original de Alex Proyas era gloriosamente gótica y estilizada, la nueva película será realista, dura y misteriosa, casi de estilo documental". Ryan Kavanaugh luego anunció el 23 de noviembre de 2009 que su compañía, Relativity Media, estaba en negociaciones con Edward R. Pressman tanto para los derechos como para la financiación de la película. En julio de 2010, el músico australiano Nick Cave fue contratado para revisar el guion. En octubre de 2010, surgieron informes de que a Mark Wahlberg se le había ofrecido el papel principal.
Posteriormente, Norrington se retiró del proyecto y, el 7 de abril de 2011, se anunció que Juan Carlos Fresnadillo había sido elegido para dirigir la película, que desde entonces ha sido considerada una nueva versión. Tucker Tooley de Relativity fue elegido como productor ejecutivo, mientras que José Ibáñez, Jon Katz y Jesús de la Vega serían coproductores. Mientras tanto, Bradley Cooper estaba en conversaciones para interpretar el papel principal. F. Javier Gutiérrez también fue considerado para reemplazar a Norrington.Se informó el 20 de abril de 2011 que el proyecto se estancó debido a una batalla legal entre Ryan Kavanaugh de Relativity y The Weinstein Company, quienes aún conservaban los derechos de distribución mundial de la serie. A finales de junio de 2011, Relativity anunció sus planes de continuar en mitad de la demanda y había recurrido a Alex Tse. A mediados de agosto de 2011, se anunció que Cooper había abandonado debido a dificultades de programación y Wahlberg volvió a ser elegido para el papel, con rumores adicionales de que Channing Tatum o Ryan Gosling posiblemente asumieran el papel, así como James McAvoy. En octubre de 2011, se informó que Fresnadillo también había abandonado el proyecto.
En enero de 2012 se confirmó que Gutiérrez había firmado para dirigir la nueva versión, con Edward R. Pressman, Ryan Kavanaugh y Jeff Most como productores. Jesse Wigutow fue designado como guionista, mientras que Dan Farah se uniría a Bob y Harvey Weinstein , y Tooley como productores ejecutivos.  En junio de 2012, Pressman aseguró a los aficionados que "la película original de Crow de 1994 ocupa un lugar especial en mi corazón. La película actual es una 'reinvención' de la novela gráfica de James O'Barr para el siglo XXI. Estamos encantados de poder se han asociado con el director Javier Gutiérrez y el guionista Jesse Wigutow en esta historia, que se mantiene fiel al núcleo de la difícil situación de venganza de Eric Draven. Sin embargo, sobre las noticias de futuras remakes, O'Barr declaró: "[...] No tengo grandes expectativas. Creo que la realidad es que, no importa quién protagonice la película, o si consigues que Ridley Scott la dirija y gastes 200 millones de dólares, todavía no podrás superar lo que Brandon Lee y Alex Proyas hicieron en esos primeros diez millones. película de un dólar".  El guionista Cliff Dorfman fue contratado para una reescritura de la primera página, lo que finalmente dio luz verde al proyecto. El director cortejó al diseñador de producción Bo Welch, al artista de efectos Rick Baker, al músico Atticus Ross y al diseñador de maquillaje Bill Corso para la película. El 19 de abril de 2013, se anunció que Tom Hiddleston estaba en conversaciones para interpretar a Eric. Ese mismo mes, hubo informes de que Hiddleston no haría la película, pero que Alexander Skarsgård estaba en conversaciones para el papel, pero una semana después Skarsgård declaró  no estaba involucrado en la película.
El 4 de mayo de 2013, Deadline informó que Luke Evans había sido elegido como Draven. Evans reafirmó a Superhero Hype que la película sería lo más fiel posible al original.  El 3 de julio de 2013, el creador de The Crow, James O'Barr, fue nombrado consultor creativo de la película.En una entrevista de octubre de 2015, O'Barr discutiría qué había cambiado de opinión sobre el reinicio y los esfuerzos para hacer del reinicio una adaptación más fiel del cómic, sin dejar de ser respetuoso con la película original. El 21 de noviembre de 2013, Schmoes Know recibió informes de que Norman Reedus estaba candidato para el papel de un personaje llamado "James", y que Kristen Stewart había sido considerada en algún momento para el papel de Shelly. La búsqueda de ubicaciones se llevó a cabo en Nueva Orleans, Luisiana y más tarde en el Reino Unido.  En julio de 2014, Gutiérrez firmó para la película Rings (2017), lo que lo obligaría a abandonar posteriormente la dirección de la película. En noviembre de 2014, O'Barr anunció que estaba coescribiendo el guion con Cliff Dorfman.  En diciembre de 2014, el estudio contrató a Corin Hardy para dirigir la película. Evans le dijo a Den of Geek en una entrevista que tal vez no hiciera la película, y más tarde se reveló que Evans había abandonado la película debido a otros proyectos. El 9 de febrero de 2015, O'Barr le dijo a Blastr en una entrevista que estaba interesado en Sam Witwer para el papel.
El 24 de octubre de 2014, la película debía comenzar a producirse en la primavera de 2015. El 25 de febrero de 2015, se informó que Jack Huston estaba en conversaciones para protagonizar la película. El 14 de marzo de 2015, O'Barr confirmó a Dread Central en la Convención de Cómics y Juguetes de Lexington que Huston había sido elegido como Draven en el reinicio, y en una sesión de preguntas y respuestas durante la convención confirmó además que Jessica Brown Findlay había sido elegida como Shelly Webster.  El 20 de mayo de 2015, Deadline informó que Andrea Riseborough estaba en conversaciones para coprotagonizar la versión femenina de Top Dollar. El 15 de junio de 2015, Variety informó dos historias: Forest Whitaker estaba en negociaciones para un papel y Huston había abandonado debido a conflictos de programación, pero Relativity Studios estaba buscando a Nicholas Hoult y Jack O'Connell para el papel de Draven. El 31 de julio de 2015, The Hollywood Reporter informó que la producción del reinicio se detuvo debido a la quiebra de Relativity Media. O'Barr le dijo a ComicBook.com en una entrevista que la película aún se llevaría a cabo.
TheWrap informó que la filmación del reinicio comenzaría en marzo de 2016 con Hardy a bordo como director. El 15 de junio de 2016, Deadline informó que Hardy volvió al reinicio. El 10 de agosto de 2016, Jason Momoa publicó una foto de él mismo con Hardy en su cuenta de Instagram. El 6 de septiembre de 2016, TheWrap informó que Momoa fue elegida y que la filmación comenzaría en enero de 2017. El 17 de noviembre de 2016, la película pasó a llamarse The Crow Reborn, con The Hollywood Reporter. informando que Highland Film Group y Electric Shadow adquirieron los derechos para financiar, producir y distribuir la película de Relativity, pero pueden perder tanto a Momoa como a Hardy. En septiembre de 2017, se anunció que Sony Pictures distribuiría la película. En marzo de 2018, la película estaba programada para estrenarse el 11 de octubre de 2019. El 31 de mayo de 2018, se anunció que tanto el director Hardy como la estrella Momoa habían abandonado el proyecto. Se esperaba que la producción comenzara más tarde ese año en Budapest.En las redes sociales, Hardy reveló que tenía diferencias creativas con el titular de los derechos Samuel Hadida de Davis Films, y que dejar la película fue la "decisión más difícil de todas".
En noviembre de 2019, Proyas dijo en una entrevista en un podcast sobre un reinicio:

I personally tried to squash it every time I hear of one, not that I believe I've been able to. I think extenuating circumstances have stopped it from being made because if Hollywood wants to make something that they don't listen to schmucks like me who bring noble and moralistic issues. My point is that Brandon Lee made that movie what it is. He made that movie, he made that character. That character was not taken from a comic book, that was Brandon. And Brandon Lee died making that movie, he paid the worst price anyone could ever pay making a movie and it's his legacy. The guy would have been a huge star after that movie. He wasn't able to ever do that. That's his final testimony to his talent and that's why I finished the movie. I finished it for Brandon. After being devastated about what happened we shut down the production and I went back to Australia. Months later I went back and watched the movie and his family all the other actors, and everyone involved, said 'You've got to finish this movie because Brandon is so great in it' and he was. I was able to watch it and see how great he was and I thought then the movie deserves to be completed because it's his legacy. So that's what the movie is, it's not just a movie that can be remade. It's one man's legacy. And it should be treated with that level of respect.
Personalmente, traté de aplastarlo cada vez que escuché de uno, no es que crea que haya podido hacerlo. Creo que circunstancias atenuantes han impedido que se haga porque si Hollywood quiere hacer algo, no escuchan a idiotas como yo que plantean cuestiones nobles y moralistas. Mi punto es que Brandon Lee hizo de esa película lo que es. Él hizo esa película, hizo ese personaje. Ese personaje no fue sacado de un cómic, ese era Brandon. Y Brandon Lee murió haciendo esa película, pagó el peor precio que alguien podría pagar haciendo una película y ese es su legado. El chico habría sido una gran estrella después de esa película. Nunca pudo hacer eso. Ese es su testimonio final de su talento y es por eso que terminé la película. Lo terminé para Brandon. Después de estar devastados por lo sucedido, cerramos la producción y regresé a Australia. Meses después volví y vi la película y su familia, todos los demás actores y todos los involucrados dijeron: 'Tienes que terminar esta película porque Brandon es genial en ella' y así fue. Pude verla y ver lo genial que era y pensé que la película merecía completarse porque es su legado. Así que eso es la película, no es sólo una película que se puede rehacer. Es el legado de un hombre. Y debería ser tratado con ese nivel de respeto.

### Preproducción
En enero de 2020, la película revivió y se reanudó el desarrollo.  En marzo de 2022, Pressman reafirmó que la película todavía estaba en camino. El mes siguiente, Rupert Sanders y Zach Baylin fueron anunciados como director y escritor, mientras que Edward R. Pressman y Malcolm Gray coprodujeron. The Hollywood Reporter anunció que Bill Skarsgård, cuyo hermano Alexander estaba anteriormente en conversaciones para el papel principal, interpretaría a Eric Draven.  En el mismo mes, se informó que FKA Twigs interpretaría a la prometida de Eric, mientras que Victor Hadida, Molly Hassell y John Jencks se unieron como productores. 

### Rodaje
La fotografía principal comenzó el 13 de julio de 2022 en Praga, República Checa.  La documentación presentada por la producción de la película identificó falsamente el proyecto como una serie de televisión de seis episodios.   Anteriormente, el rodaje estaba previsto para junio de 2022 y se rodaría en Praga y Múnich.  El 26 de agosto de 2022, Danny Huston, fue elegido para un papel no revelado.   Se reveló que Isabella Wei se unió al elenco como Zadie. El 16 de septiembre de 2022, la película finalizó la producción.   

### Posproducción
En septiembre de 2022, la producción virtual de la película se llevó a cabo en Penzing Studios, en Penzing, Alemania, mientras que la creación de activos digitales y el trabajo de efectos visuales se realizaron en Baviera, Alemania.  La película es la primera gran producción internacional que se rueda en el estudio. En noviembre de 2022, Ashland Hill Media había financiado la postproducción de la película. 

## Estreno
The Crow se estrenó en cines en 2024 de la mano de Lionsgate Films, en Estados Unidos.Los derechos de distribución internacional de la película se vendieron a varios compradores en el Festival de Cine de Cannes de 2022 en mayo de 2022.